# Boulevard circulaire de la Défense
Le boulevard Patrick-Devedjian, ou boulevard circulaire de la Défense est la voie périphérique du quartier d'affaires de la Défense situé dans les Hauts-de-Seine, au nord-ouest de Paris, en France.

## Nom
Le boulevard circulaire de la Défense a été renommé boulevard Patrick-Devedjian en 2021 en hommage à l'ancien président du conseil départemental des Hauts-de-Seine.

## Histoire

### Mise en service
Mis en service dans les années 1970, il est conçu dans la double logique de constituer un axe de transit entre Paris et l'ouest de la région Île-de-France et une boucle de desserte et de livraison pour le quartier d'affaires.
L'ouverture de l'autoroute A14 et de l'échangeur A14/A86 à la fin des années 1990 a soulagé le boulevard circulaire d'une grande partie du trafic de transit, en particulier celui des poids lourds. Il est donc devenu principalement un axe de desserte pour le quartier d'affaires et les quartiers voisins.
Dans sa configuration initiale, le boulevard circulaire ne permet pas de répondre de façon satisfaisante à sa mission en raison notamment des effets de coupure engendrés entre la Défense et les quartiers voisins de Puteaux, Courbevoie et Nanterre et du manque de lisibilité des itinéraires et de la difficulté de repérage pour les usagers. Les nuisances induites par une telle infrastructure en milieu urbain dense sont fortes. Il est impossible pour les piétons et les vélos de suivre l'itinéraire du boulevard circulaire, les traversées piétonnes étant exclusivement possibles par des passerelles ou des souterrains. La dangerosité relative de l'axe est due en grande partie à sa configuration (entrecroisements rapprochés, entrées et sorties par la voie de gauche).

### Restructuration
Depuis 1996, l'établissement public pour l'aménagement de la région de la Défense (EPAD) travaille sur une vaste opération de rénovation du boulevard circulaire.
L'objectif principal des évolutions est de transformer cette quasi-autoroute en un boulevard urbain. Les viaducs et les bretelles sont démolies au profit de carrefours à feux, comme par exemple le carrefour Gambetta[Quoi ?]. De nouvelles emprises foncières sont libérées afin de permettre la construction de nouveaux immeubles comme la Tour Exaltis. Des arbres sont plantés le long du boulevard et des trottoirs tandis que des pistes cyclables sont réalisées. Les liaisons entre la dalle de la Défense et les villes de Puteaux et de Courbevoie sont simplifiées grâce à la suppression de passerelles et de souterrains au profit de passages piétons.
Sur la section nord, c'est-à-dire entre le pont de Neuilly et le carrefour de la Folie, des travaux ont eu lieu entre 2004 et 2008. La partie sud du boulevard circulaire a été réaménagée à partir de 2015. Des études ont lieu en juillet 2020,.
En 2020, le département des Hauts-de-Seine charge un groupement d'entreprises réunissant Colas, Qucit et Citeos, de tester plusieurs innovations sur le boulevard dont :
- un marquage au sol lumineux ;
- un régulateur de trafic, permettant d'adapter les plans de feux et les vitesses à la circulation, de prédire les éventuels bouchons 15 minutes avant qu'ils ne se produisent et d'informer les usagers sur la météo et le trafic ;
- un éclairage plus économe en énergie et adapté aux autres usagers de la route que les automobilistes.

Les objectifs sont de fluidifier et de sécuriser le trafic grâce à un partage de la route entre automobiles et mobilités douces,.

## Géographie

### Interconnexions
Le boulevard circulaire de la Défense est en relation avec :
- l'A 14 permettant de rejoindre Paris via le pont de Neuilly à l'est ;
- la RN 13 vers Saint-Germain-en-Laye, par l'avenue du Général-de-Gaulle ;
- la RD 914 permettant de rejoindre l'A14 (en direction de la province) et Cergy-Pontoise (via les autoroutes  A86 et A15) ;
- la RD 992 vers La Garenne-Colombes, par le boulevard de la Mission-Marchand à Courbevoie et le boulevard National à La Garenne-Colombes. L'itinéraire de la ligne 2 du tramway d'Île-de-France est tracé, pour une partie, sur cette voie.

### Principaux carrefours
À Courbevoie :

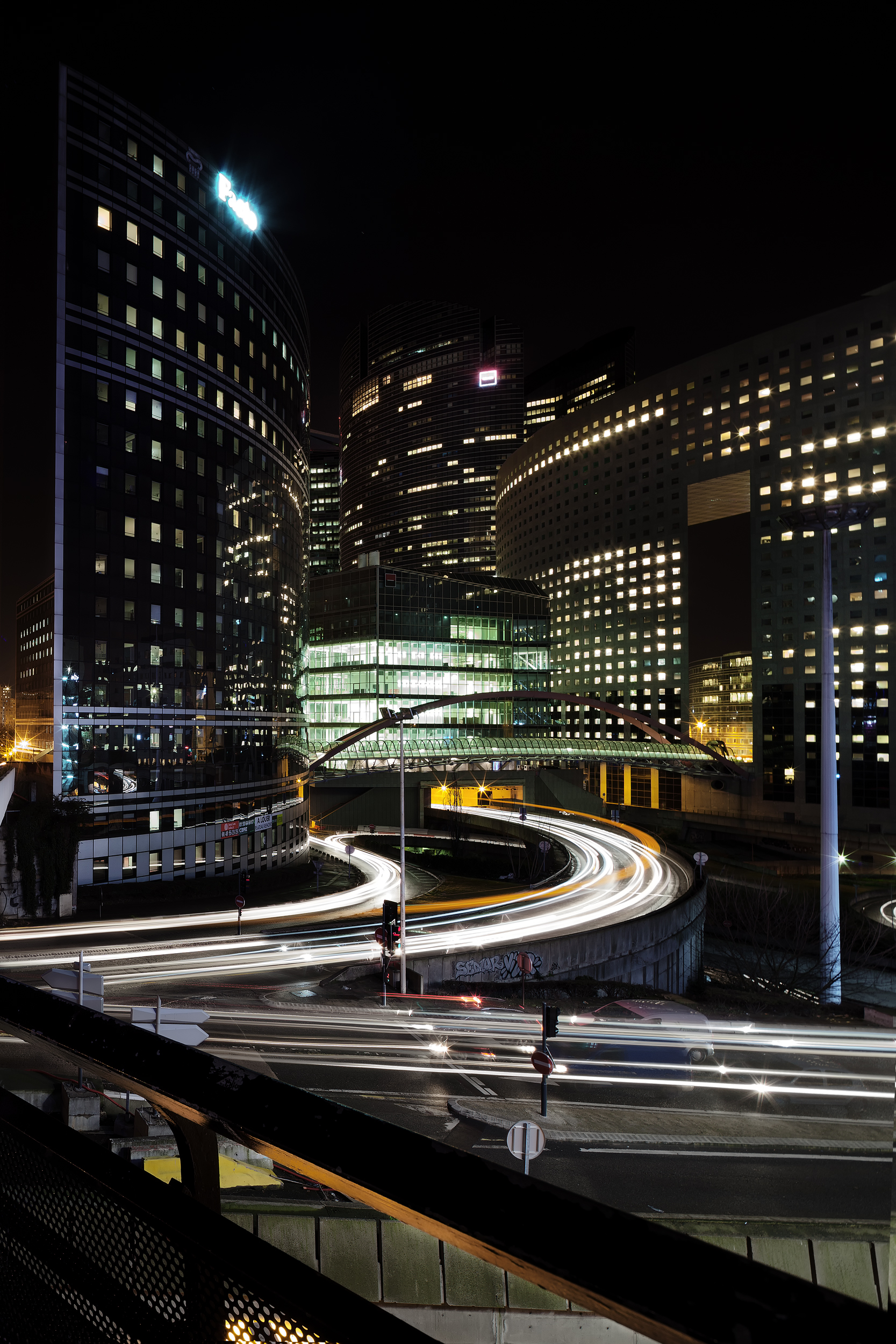
Le carrefour de la Demi-Lune.

- Pont de Neuilly (réaménagé côté nord)
- Carrefour Alsace (réaménagé), vers la rue Louis-Blanc
- Carrefour des Reflets (réaménagé), vers la rue de Strasbourg
- Carrefour Gambetta (réaménagé), vers l'avenue Gambetta
- Carrefour Segoffin (réaménagé), vers la rue Segoffin

À Puteaux :
- Carrefour de la Folie (réaménagé)
- Carrefour de la Demi-Lune
- Carrefour de la Rose de Cherbourg
- Carrefour Jean-Moulin, par l'avenue Jean-Moulin
- Carrefour Gallieni
- Carrefour Bellini
- Pont de Neuilly (côté sud)